# Tripofobija (strip)
Tripofobija je epizoda Dilan Doga objavljena u Srbiji premijerno u svesci #172. u izdanju Veselog četvrtka. Koštala je 270 din (2,3 €; 2,7 $). Imala je 94 strane. Na kioscima u Srbiji se pojavila 15. aprila 2021.

## Originalna epizoda
Originalna epizoda pod nazivom Tripofobia objavljena je premijerno u #381. regularne edicije Dilana Doga u Italiji u izdanju Bonelija. Izašla je 30.5.2018. Naslovnu stranicu je nacrtao Điđi Kavenađo. Scenario je napisao Đovani Eker, a nacrtali Paolo Armitano i Davide Furnò. Koštala je 3,9 €.

## Kratak sadržaj
Dilan sa devojkom Lidijom i njenom drugaricom Idit izlazi u noćni klub „Starship“ u kome žurku pravi Dejvid Stivenson, jedan od najpopularnijih VJ-eva na londonskoj sceni. Tokom performansa, Stivenson po sceni pušta neobične slike prepune fleka, krugova i rupa od kojih Lidija dobije napad panike i napušta klub. (Kasnije saznajemo da se radi o tripofobiji, strahu od rupa.) Idit i Lidija žive kao cimerke. Naredno veče Idit se pretvara u flekavo čudovište i ceremonijalnim nožem pokušava da ubije Lidiju. Lidija se spasila, ubila Idit i nakon toga sve ispričala Dilanu. Nekoliko sličnih ubistava se dešava po Londonu, što je zainteresovalo policiju. Dilan ubeđuje Raniju da ima tragove (crteže) koji mogu da ga odvedu do ubice. U knjižari kod Konrada nalazi Crnu knjigu (Unaussprechlichen Kulten) Vilhelma fon Junca koju je u svojim pričama citirao H. F. Lavkraft. Ranija sumnja da Dilan nešto krije, te odlazi kod njega kasno uveče. Dilan, međutim, ne može da objasni šta je otkrio, već kreće da poseti kod Dejvida Stivensona. Stivenson mu objašnjava da je stupio u kontakt sa Boginjom Šub-Nigurat, koja je nekad vladala Zemljom i da sada pokušava da je vrati nudeći joj ljudske žrtve.

## Književnost kao inspiracija
Epizoda je inspirisana pričama H. F. Lavkrafta o Šub-Nigurat, boginji hiljadu mladunčadi. Smatra se da ova epizoda predstavlja prelazak književne inspiracije sa E. A. Poa i Romera, kao pisce horor romana koji inspirišu serijal, na Lavkrafta.

## Inspiracija za disko klub
Disko klub "Starship" inspirisan je zgradom Mereway Day Center u Londonu.

## Debi Đovani Ešera
Ovo je preva epizoda za koju je scenario napisao Đovani Ešer (Giovanni Eccher).

## Slična naslovnica
Slična naslovnica već je objavljena u epizodi Dobro došli u Vikedford (#131). I u toj epizodi Dilan se bori protiv čudovišta sličnog oblika.

## Odnos sa Ranijom
Dilanov odnos s Ranijom se pogoršao u prethodnom broju (#171). I u ovoj epizodi, Ranija ostaje hladna i neprijatna prema njemu.

## Prethodna i naredna epizoda
Prethodna epizoda nosila je naslov Niko nije nevin (#171), a naredna Kasapin i ruža (#173).